# 蘇珊的事業
《蘇珊的事業》（法語：La Carrière de Suzanne，又譯《愛情短跑》）是一部1963年法國喜劇電影，由伊力·盧馬編劇和導演，是侯麥“六個道德故事”系列的第二部，讲述风流的紀堯姆勾引了一位名叫蘇珊的女人，這让他與害羞的贝特朗的友誼產生了問題，尤其是當紀堯姆和蘇珊的關係變得緊張時。

## 剧情
這部電影發生在法國因冷战和阿尔及利亚战争而動盪不安的時期。巴黎的兩名學生，贝特朗（第一人稱旁白，從未來的某個時刻向我們講述這個故事），膽怯，年輕，在藥學院就讀，而傲慢的紀堯姆则是个花花公子，他们在學校的一個咖啡廳遇到了獨立而善於表達的蘇珊。她有一份全職工作，相當獨立，一個人生活，做自己喜歡做的事。紀堯姆用他的智慧和魅力來調情，引誘她。她很快就屈服於紀堯姆粗野的挑逗。和她上床後，他感到無聊，但还是继续引诱她，虽然他总是抱怨她，同时还和其他女人调情。
貝特朗認為蘇珊一定是缺乏自尊，才會讓自己受到如此惡劣的對待，但她仍然保持沉默，並繼續慫恿紀堯姆胡作非为。為了重新引起紀堯姆的注意，蘇珊對貝特朗產生了興趣，并把自己仅有的一点钱都花在了他身上。貝特朗和紀堯姆在經濟上毀掉了蘇珊，最終更加鄙視她。自始至終，貝特朗都迷戀著她的爱尔兰朋友索菲，索菲極力捍衛蘇珊免受貝特朗的批評。一次聚会后，蘇珊沒有錢回家，貝特朗不情願地說她可以睡在他房間的椅子上。他是真心实意地这么说的，因为他明天早上要考试，所以就自己睡在了床上。第二天，他回到自己的房間送苏珊出门，卻發現房間裡的錢不見了。贝特朗责怪苏珊，不过苏珊和纪尧姆都有机会拿走钱，索菲认为更有可能早就被纪尧姆抢走了。
一年後，當貝特朗和索菲一起游泳時，他們遇到了蘇珊和她的新未婚夫，英俊、富有、迷人。两人在一起很幸福（而貝特朗告訴我們他與索菲的關係即將結束），貝特朗承認他誤判了蘇珊，並且無論有意還是無意，她都贏了，因为她夺走了他怜悯她的权利，而最终，这才是最好的报复。

## 演员
- 卡特琳·塞 饰 蘇珊
- 克里斯蒂安·夏理耶 饰 纪尧姆
- 菲力毗·包森 饰 贝特朗
- 黛安·威爾金森 饰 索菲
- 让-克洛德·比特 饰 让-路易
- 派屈克·波查（英语：Patrick Bauchau） 饰 弗朗克
- 皮埃爾·科特雷爾 饰 藝術愛好者/聚会来宾
- 让-路易·科莫利（英语：Jean-Louis Comolli） 饰 聚会来宾